# Abraham Rademaker
Abraham Rademaker (Lisse, 1676 ou 1677 - Haarlem, 21 janvier 1735) est un peintre, dessinateur, imprimeur et marchand d'estampes néerlandais. Il a réalisé principalement des dessins topographiques et des paysages peints. Certains bâtiments et paysages pouvaient également être livrés sur commande.

## Biographie
D'après le Rijksbureau voor Kunsthistorische Documentatie (ou RKD, l'Institut néerlandais pour l'histoire de l'art), Abraham Rademaker était un artiste polyvalent qui a peint des paysages à l'italienne, mais est surtout connu pour ses nombreux paysages urbains et dessins de bâtiments qui ont été gravés.
Son père, Frederik Rademaker, était artisan verrier (ou vitrier). Abraham était marié à Maria Rosekrans et il était athée.
Dans sa jeunesse, « il était toujours occupé à dessiner (...) avec une telle patience qu'il était assis dans la maison jour après jour sans sortir. »[Selon qui ?]
Il a appris lui-même le métier de façon autodidacte et « Naeulyks a pu décorer ses étagères avec de grands bâtiments, trois ruines, de belles illustrations et bêtes, ainsi qu'avec toutes sortes d'oiseaux ».[réf. nécessaire]
Son travail était très demandé au XVIIIe siècle car il y avait de nombreux collectionneurs d'images topographiques. Alors que les descriptions et les vues des villes étaient particulièrement populaires au XVIIe siècle, le XVIIIe siècle mettait l'accent sur les châteaux, les propriétés de campagne et les ruines à la campagne. Les ouvrages avec des gravures de sa main, publiés depuis 1725, étaient particulièrement populaires. Cela comprend le Cabinet der Neederlandse Oudheeden en gesigten (Cabinet des antiquités) contenant trois cents estampes. Finalement, il a dessiné environ 700 châteaux.
Des particuliers ont par la suite revendu ces gravures et une grande partie de son travail s'est finalement retrouvée dans les collections de musées publics au cours des XIXe et XXe siècles[réf. nécessaire].
En 1750, sa biographie est incluse dans De nieuwe schouburg der Nederlantsche Kunstschilders en schilderessen réalisé par Jan van Gool.

## Exemples d’œuvres
La liste des publications illustrées ci-dessous lui sont attribuées :
- Corte bescrijvinghe mitsgaders hantvesten, privilegien, constumen ende ordonnantien vanden Lande van Zuyt-Hollandt (Courte description des gestions, privilèges, constitutions et ordonnances des Terres de la Hollande Méridionale), par Jacob van der Eyk
- Kabinet van Nederlandsche en Kleefsche oudheden  (Cabinet des Antiquités Néerlandaises et de Clèves), 1792–1803, par Mattheus Brouërius van Nidek, Isaak Le Long, J.H. Reisig
- Spiegel van Amsterdams zomervreugd, op de dorpen Amstelveen, Slooten, en den Overtoom, vertonende deszelfs kerken, herenhuizen, lustplaatssen, lanen, wegen, vaarten, enz... (Publiée en français sous le nom de Miroir des délices dans la belle saison d'Amsterdam, Vers les Villages d'Amstelveen, Slooten & de la Chaussée), 1728, par Abraham Rademaker
- Kabinet van Nederlandsche outheden en gezichten (Cabinet des Antiquités et Illustrations Néerlandaises), par Abraham Rademaker
- Kabinet van Nederlandsche en Kleefsche oudheden (Cabinet des Antiquités Néerlandaises et de Clèves), 1770–1771, par Mattheus Brouërius van Nidek, Isaak Le Long
- De Vechtstroom van Utrecht tot Muiden, verheerlijkt door honderd gezichten van steden, dorpen, vestingen, adelijke gestigten, lustplaatzen en waranden (Au fil du Vecht d'Utrecht à Muiden, glorifié par une centaine de représentations de villes, villages, forteresses, vestiges nobles, lieux de plaisir et rivages), par Abraham Rademaker